# Holzverzuckerung
Die Holzverzuckerung oder Holzhydrolyse ist ein Verfahren, bei dem Glucose aus Holz gewonnen wird. Dies geschieht durch einen hydrolytischen Aufschluss der Cellulose, die etwa 50 % der Trockensubstanz von Holz ausmacht.

## Geschichte
1791 unternahm Johann Tobias Lowitz in St. Petersburg Versuche zur Zuckergewinnung aus Stärke.
1856 haben G. F. Melsens (Frankreich) und etwas später Bachet, Marchand, A. Payen und Zetterlund Verzuckerungsversuche von Holz mit Salzsäure unternommen.
Die Zuckerausbeuten lagen um 20 % bezogen auf die Trockenmasse von Holz.
Später unternahmen Flechsig und Häglund Versuche mit 72%iger Schwefelsäure, sie führten die Reaktion unter Kühlung (18 °C, 2 Tage) aus, verdünnten dann die Mischung mit viel Wasser und erwärmten die Lösung. Erreicht wurde ein Ausbeute von etwa 55 % Zucker je Trockenmasse Holz.
Die erste Anlage zur Holzverzuckerung wurde von Ewen und Tomlinson im Jahre 1910 in Georgetown, South Carolina, USA errichtet. Sie verwerteten die Abfälle eines Sägewerkes und vergoren den anfallenden Zucker zu Ethanol. Dabei erhielten sie 6,4–9,5 Liter Ethanol auf 100 kg Holzabfälle-Trockenmasse. Die Jahresleistung der Fabrik lag bei 2.000.000 Liter Ethanol.
Da pro Tag etwa 150 Tonnen Holzabfälle beschafft werden mussten, lief die Anlage nur wenige Jahre wirtschaftlich.
1916 wurden unter Leitung von Alexander Classen zwei Anlagen zur Holzverzuckerung in Deutschland gebaut (in Monheim bei Düsseldorf und in Stettin).
Heinrich Scholler gelang es mit stark verdünnter Schwefelsäure (0,1–1 %), unter Druck (10 atm), bei hohen Temperaturen (148 °C) etwa 46 % Zuckersubstanzen aus Holz-Trockenmasse zu lösen. Nach diesem Verfahren wurden später mehrere Anlagen zur Zucker- bzw. Ethanolgewinnung errichtet. Ein solches Werk war auch die Grundlage der Ems-Chemie, bei Chur, Schweiz.
Helferich und Böttger (Greifswald) fanden 1929 ein Verfahren, das mit Fluorwasserstoffsäure und tiefen Temperaturen Cellulose in Lösung brachte. Fluorwasserstoffsäure lässt sich durch Destillation (Siedepunkt: 19 °C) gut zurückgewinnen.
Friedrich Bergius konnte im Jahr 1924 aus 100 kg trockenem Holz durch Behandlung mit Salzsäure etwa 78 kg Trockenzucker (davon 85 % reduzierender Zucker) gewinnen.
1926 wurde eine deutlich größere Anlage in Genf, CH von der Soc. An. de la Cellulose gebaut. Diese erbrachte bei einer Tonne Holzdurchsatz pro Schicht sehr gute Zuckerausbeuten.
Der Betrieb wurde im Jahr 1928 wieder eingestellt.
1936 gründete Werner Oswald die Holzverzuckerungs AG (Hovag) mit Sitz in Zürich. Hovag begann nach dem „Schollerschen Verfahren“ aus Holz Ethanol als Ersatztreibstoff für Motorfahrzeuge zu produzieren. Mit dieser Produktion wurde bis Ende des Zweiten Weltkriegs (1939–1945) 30 % des Treibstoffbedarfs in der Schweiz gedeckt.

## Chemische Bausteine von Holz und ihre Eigenschaften in wässrigen Lösungen
Holz besteht aus Lignin, Cellulose und Hemicellulose.
Cellulose lässt sich sehr viel schwieriger in Zucker spalten als Stärke, da die glykosidische Bindung zwischen den einzelnen Glucosemolekülen sehr stabil ist. Daher bedarf es dazu drastischer Bedingungen (z. B. starke Säuren) oder spezieller Enzyme.
Die Zuckermoleküle sind in wässriger Säure gut löslich.
Anders als bei der Celluloseherstellung, bei der Lignin durch Behandlung mit Schwefliger Säure als Ligninsulfonsäure in Lösung geht und vom unlöslichen Zellstoff abgetrennt werden kann, bleibt Lignin bei der Holzzuckergewinnung durch saure Hydrolyse als unlöslicher Rückstand zurück.
Größere wirtschaftliche Anwendungen für die komplexen aromatischen Ligninkörper gibt es bislang noch nicht, so dass sie meist verbrannt werden.

## Vorbehandlung
Das Holz muss zunächst durch Häcksler oder Mühlen zerkleinert werden.
Für den besseren Aufschluss muss das Holz meist vorbehandelt werden, damit der anschließende Aufschluss problemfrei abläuft.
Ein gebräuchlicher Aufschluss von Holz ist das Organosolv-Verfahren, das häufig für den späteren enzymatischen Aufschluss verwendet wird. In diesem Verfahren werden organische Lösungsmittel genutzt, um in trockenem Holz bei höherer Temperatur (150–200 °C) die Holzzellen zu zerstören und das Lignin und die Hemicellulosen herauszulösen. Wichtige Lösungsmittel sind beispielsweise Ethanol, Ethylenglycol.

## Hydrolyse mit Säuren
Verfahren nach Bergius
In diesem Verfahren durchströmt eine hochkonzentrierte Salzsäurelösung das extrahierte Holz.
Die Salzsäure kann durch Vakuumdestillation abgetrennt werden, so dass eine hochviskose Zuckerlösung mit 60–70 % Zuckergehalt und nur etwa 4 % Salzsäuregehalt entsteht.
In Rheinau (Mannheim) und in Regensburg wurden Anlagen zur Zuckergewinnung aus Holz nach diesem Verfahren betrieben. In den fünfziger Jahren wurden die Anlagen jedoch aus wirtschaftlichen Gründen stillgelegt.
Durch die konzentrierte Salzsäure gab es bei den damals verwendeten Materialien Korrosionsprobleme.
Ein Verfahren der Hoechst AG um 1980 mit Flusssäure brachte ähnlich gute Ergebnisse bei der leichten Säureabtrennung. Schwierigkeiten bereitete jedoch die Nachhydrolyse, welche die wirtschaftlichen Ergebnisse dieses Verfahrens begrenzte.
Verfahren nach Scholler
Scholler untersuchte sehr genau die Geschwindigkeit der Hydrolyse von Zellulose mit 1%iger Schwefelsäure bei 170 °C (unter Druck) – dabei durchströmt das heiße Wasser das Holz.
Scholler konnte die optimalen Einwirkungszeiten der Säure auf die Zellulose bestimmen.
Die Zuckerlösung besitzt eine Konzentration von ca. 4 %.
Nach dem Scholler-Verfahren wurden in Tornesch, Dessau und Holzminden drei Großanlagen zur Gewinnung von Holzzucker betrieben. Ferner gab es noch in Ems (Schweiz) und Korea Verfahren nach dem Scholler-Verfahren sowie etwa 44 Anlagen in der UdSSR, die nach ähnlichem Prinzip arbeiteten.
Seit 1956 wurden alle Verfahren zur Zuckergewinnung nach diesen Verfahren aus wirtschaftlichen Gründen beendet.
Madison-Verfahren
In den USA wurde ein vollkontinuierliches Verfahren entwickelt, das die Zykluszeit der Hydrolyse im Vergleich zum Scholler-Verfahren noch weiter verbesserte.
Eine Großanlage zum Durchsatz von 75.000 Tonnen Holz pro Jahr wurde jedoch aufgrund technischer Probleme nach Kriegsende stillgelegt.
In Neuseeland wurde im Jahr 1979 eine verbesserte Anlage nach dem Scholler-Madison-Verfahren entwickelt.
Andere Säureverfahren
Andere Verfahren beruhen auf einer Kurzzeithydrolyse von nur 6–20 Sekunden bei 240 °C.
Eine japanische Großanlage zur Holzverzuckerung mit konzentrierter Schwefelsäure musste aufgrund technischer Probleme stillgelegt werden.
Das Arkenol-Verfahren nutzt ebenfalls konzentrierte Schwefelsäure. Durch Ionenaustauschharze bzw. spezielle Membranen wird die Säure abgetrennt.

## Enzymatische Verzuckerung
Seit den 1970er Jahren wird auch an einer enzymatischen Spaltung von Lignincellulose geforscht.
Bestimmte Enzyme (Cellulasen) und Pilze, Bakterien können Cellulose in Zucker umwandeln.
Hierfür ist jedoch vorab immer eine Vorbehandlung des Holzes, bzw. der Lignincellulose notwendig, damit die Zellen aufbrechen.
Neben dem Organosolv-Verfahren kann Lignincellulose auch mit heißem Wasserdampf bei 180–240 °C für 5–30 Minuten ausgesetzt werden. Ferner müssen die Celluloseketten mit Säuren oder Basen aufgequollen werden. Hierfür hat sich Salzsäure als günstig erwiesen, da sie durch Destillation zurückgewonnen werden kann.
Die so vorbehandelte Cellulose wird dann bei 50 °C mit Hefen ca. 5–7 Tage ausgesetzt.
Dabei wird die Cellulose zu 80–95 % in Glukose umgewandelt.
Cellulasen, die die Cellulose abbauen, werden beispielsweise von Genencor und Novozymes hergestellt.

## Produkte
Neben der Glucose entsteht eine Reihe weiterer Nebenprodukte aufgrund der im Holz neben der Cellulose vorhandenen Hemicellulose und Lignin. Die Holzzuckerlösungen werden aufgrund dieses hohen Verunreinigungsgrades vor allem zur Vergärung zu Alkohol oder als Nährsubstrat für die Hefefermentation verwendet. Für die Verwendung in der chemischen Industrie muss die Lösung aufwendig gereinigt und entsalzt werden. Die Ausbeute der Verzuckerung von einer Tonne trockenem Laubholz-Trockenmasse im Udic-Rheinau-Prozess liegt bei 220 kg kristalliner Glucose, 70 kg kristalliner Xylose, 280 kg Lignin und 220 kg organischen Reststoffen.

## Biotechnologische Verfahren
Im Kontext der Diskussion um die Entwicklung der Bioraffinerie wird Holz als zentraler Rohstoff zur Gewinnung von Zucker und anderen Produkten diskutiert. In diesem Fall soll die Verzuckerung allerdings über spezielle Enzyme, die Cellulasen, auf biotechnologischem Weg stattfinden.